# Família Manavázio
Manavázio (em latim: Manavazius) ou Manavazeano (em armênio: Մանավազեան; romaniz.: Manavazean) foi uma família nobre armênia (nacarar) da Antiguidade.

## Nome
Manazávio é a forma latinizada do armênio Manavazeã (Մանավազեան, Manavazean), que é composto pelo antropônimo Manavaz (Մանավազ), que segundo Moisés de Corene foi seu ancestral epônimo, e o sufixo patronímico -ean (-եան).

## História
Segundo a tradição relatada por Moisés de Corene, os Manavázios eram descendentes de Haico através de seu filho Manavaz. Cyril Toumanoff interpreta a origem deles, também comum aos Apaúnios, Ordúnios e Besnúnios, como urartiana e possivelmente real. Também é possível associá-los aos maneus. Apareceram como chefes do principado de Arquena, na província de Turuberânia, no vale superior do rio Arsânias, a norte das terras dos Besnúnios e a oeste das dos Apaúnios. A sede deles foi a cidade e fortaleza de Manzicerta. A Lista Militar (Զորնամակ, Zōrnamak), o documento que indica a quantidade de cavaleiros que cada uma das famílias nobres devia ceder ao exército real em caso de convocação, afirma que deviam arregimentar mil cavaleiros. De acordo com Fausto, o Bizantino, no início do reinado de Cosroes III (r. 330–339), os Manavázios e Ordúnios estavam em guerra; as duas famílias se recusaram a aceitar a arbitragem do bispo Albiano, e Cosroes III enviou Vache I Mamicônio para exterminá-los. A propriedade dos Manavázios, em seguida, passou à Igreja Armênia.
| “ | Naquele período uma grande agitação surgiu na terra da Armênia. Dois grandes nacarares e príncipes, titulares de distritos e senhores de terras [gawarhakalk' ashxarhateark'] tornaram-se inimigos uns dos outros e, com grande rancor despertaram uma luta, guerreando uns com os outros sem justiça. O príncipe do tohm Manavázio e o naapetes e tohm Ordúnio assim perturbaram a grande terra da Armênia. Lutaram uns aos outros em grande guerra e muitas pessoas foram mortas. O rei Cosroes (Cosroes III) e o grande arcebispo Vertanes (Vertanes I, o Parto) enviaram o grande e honorável bispo Albiano no meio deles para falar de reconciliação e paz. O venerável Albiano ficou entre eles para corrigi-los e subjugá-los e fazê-los alcançar a reconciliação uns com os outros. Mas desonraram-no e não atenderam à sua intercessão. Ridicularizaram o homem que tinha sido mandado para eles, enviaram o bispo com grande insultos, e tomaram e arruinaram o tun real. Severamente enfurecidos, prontamente começaram a guerrear uns com os outros. Com grande raiva e ira o rei enviou contra eles Vache (Vache I), filho de Artavasdes (Artavasdes I), naapetes do tohm Mamicônio, do azegue do sparapetut'iwn (asparapetes) da Armênia, um grande general com suas tropas, para matar e destruir esses dois azegues. O general Vache foi e atacou os dois azegues e não deixou um único filho homem vivo. | ” |
|   | — Fausto, o Bizantino, História da Armênia, livro III, cap. IV. |   |